# Eremoryzomys polius
El ratón arrozalero de Osgood o rata gris arrocera (Eremoryzomys polius) es una especie de roedor muroideo de la familia de los cricétidos y endémica del Perú.